# Jules-Ambroise-François Naudin
Pour les articles homonymes, voir Naudin.
Jules-Ambroise-François Naudin, né le 28 mai 1817 à Paris où il est mort le 10 octobre 1901, est un peintre français.

## Biographie
Jules-Ambroise-François Naudin est le fils de Pierre François Naudin et de Anne Louise Blot.
Élève de Léon Cogniet, il débute au Salon de Paris en 1838. Il concourt pour le Grand Prix de Rome de peinture au sein de l’école des Beaux-Arts et remporte un Second Grand Prix en 1841.
En 1846, il épouse Henriette Demours, leur fils Charles-Édouard Naudin se dirigera vers la sculpture et l’architecture.
Il meurt le 10 octobre 1901 à son domicile de la rue Vaneau à Paris.

## Œuvres

### Musée des Beaux-Arts d'Orléans
- La robe de Joseph rapportée à Jacob, esquisse pour le concours du Prix de Rome en 1841, huile sur toile, 49 × 36,5 cm[3].

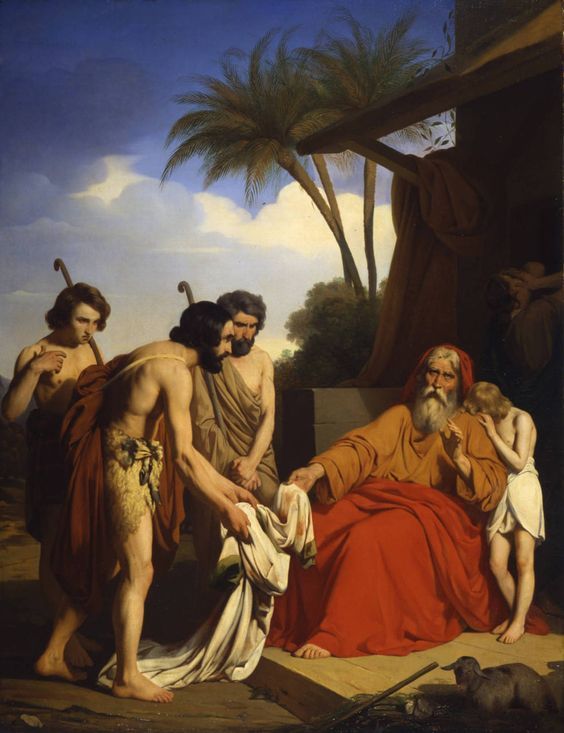
La Robe de Joseph rapportée à Jacob (1841).
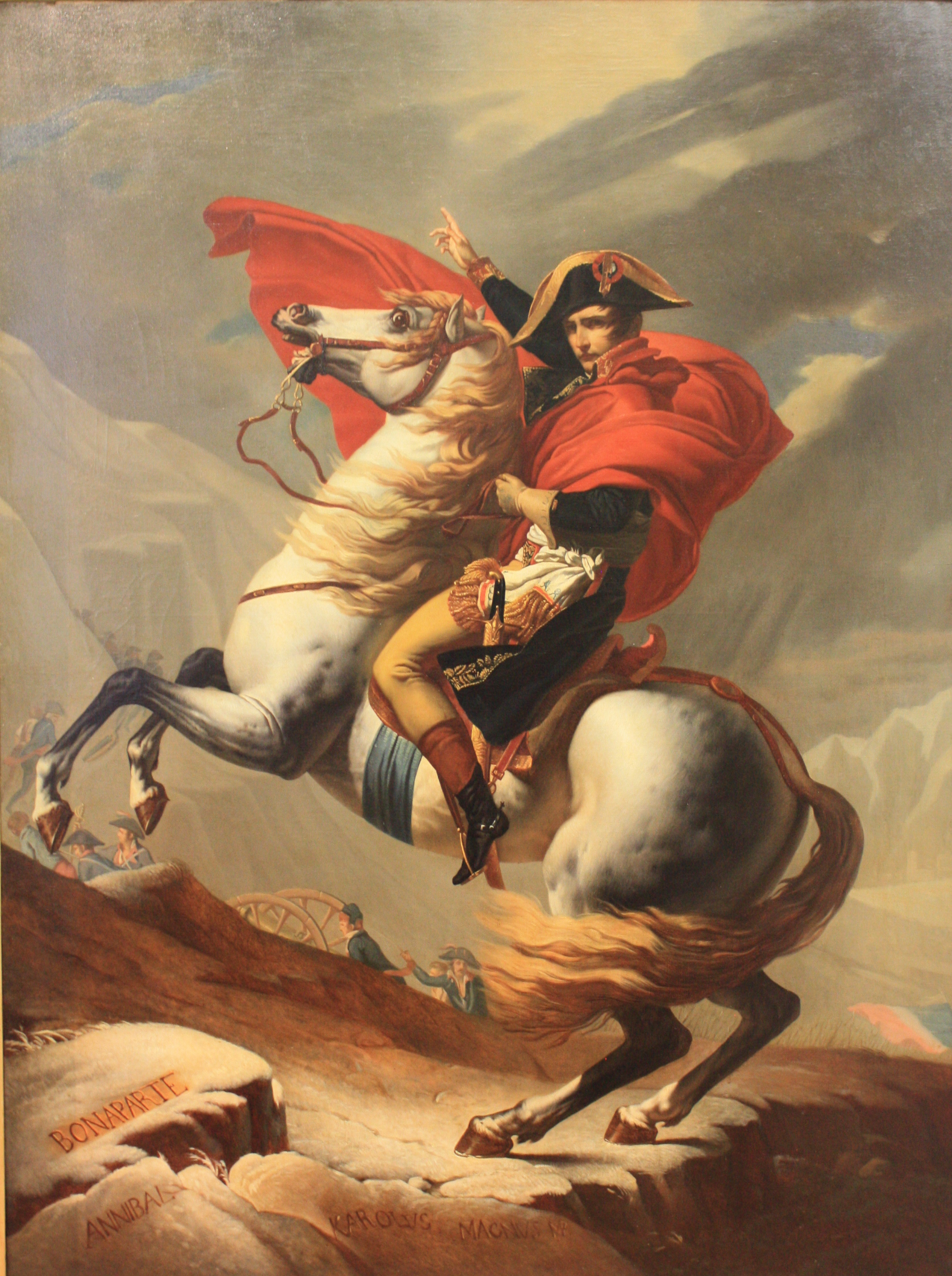
Bonaparte franchissant les Alpes (copie d'après David).